# 김전
김전(金詮, 1458년 ~ 1523년)은 조선 전기, 중기의 문신, 학자로 자는 중륜(仲倫), 호는 나헌(懶軒)·능인(能人), 시호는 충정공(忠貞公)이다. 본관은 연안(延安)이다. 연산군 때 무오사화(戊午士禍)에 휘말린후 파직되어 남해로 유배당했으나 중종이 집권하자 다시 등용되어 여러 벼슬을 거쳐 의정부 우의정이 되었고 곧 영의정에까지 올랐다. 1513년 조광조(趙光祖) 등 신진사림파가 정계에 진출한 이후 급진적인 개혁 정책을 펼치자 반대하였다.
《성종실록》과 《속동문선》의 공저자의 한사람으로 청렴하여 집 한채 없었고, 전답하나 없이 오직 거문고와 술로서 스스로를 즐길 정도로 청렴결백하였고 문장도 잘했으나, 기묘사화를 일으킨 배후 인물의 한사람으로 지목, 남곤과 함께 사림파로부터 배신자로 낙인찍혀 많은 비판을 받았다.
김안로(金安老)의 삼촌이자 영돈녕부사 연흥부원군 김제남(金悌男)의 증조부이고, 선조의 계비 인목대비의 고조부가 된다. 또한 문정왕후의 남동생인 소윤(小尹)의 윤원형이 그의 손녀사위였다. 조카인 김안로와 손녀 사위 윤원형은 왕실의 인척인 훈구파였지만, 그는 김종직의 문하생인 사림파였다. 김종직의 문인.

## 생애

### 생애 초반
김전은 1458년에 태어났다. 증조부는 개성유수 김자지(金自知), 조부는 내자시윤 김해(金侅), 아버지는 지중추부사(知中樞府事) 김우신(金友臣)이고 어머니는 지청풍군사 이계충(李繼忠)의 딸 이천이씨이다. 김안로는 그의 조카였다. 배위는 판관 노후(盧昫)의 딸 풍천노씨와 결혼했다가 사별하고 감역 송환주(宋環周)의 딸 진천송씨와 재혼하였다. 소년기때 점필재 김종직의 문하에서 수학하였다.
김종직의 문하에서 이름을 알리고, 글재주를 익혔으며 그로부터 춘추대의와 주자에 대한 것을 수학하였다.
1472년(성종 3년) 진사시험에 합격하여 진사가 되었다. 1480년에는 생원시에 입격하여 생원이 되었다.

### 무오사화와 갑자사화
1489년(성종 21년) 식년문과에 장원 급제하여 예안 현감으로 올라 선정을 베풀어 많은 칭송을 받았다. 이때의 선정으로 백성들이 그의 생사당을 세웠고, 홍문관수찬을 거쳐 1496년(연산군 2년) 신용개(申用漑)·김일손(金馹孫) 등과 함께 사가독서(賜暇讀書)하였다.
그 뒤 홍문관전한으로 승진하였으며, 춘추관편수관을 겸해 《성종실록》편찬에 참여하였다.
그러나 1498년(연산군 4년) 조의제문 필화 사건이 확대되어 무오사화가 일어나자 그도 김종직의 문인이고, 수사관으로서 조의제문을 보고도 보고하지 않았으며, 김일손, 신용개 등과 친분관계인 이유로 파직을 당했다가 1501년(연산군 7년) 왕명으로 특별히 복직하여 부호군으로 다시 서용되었다. 1504년(연산군 10년) 성균관대사성에 올랐으나 갑자사화로 다시 좌천되었다.

### 중종 반정 전후
그 뒤 성희안, 유순정 등이 중종반정을 거사할 때 동참해달라는 요청을 하였다. 그는 반정에는 소극적이었으나 중종반정 뒤 예조참판 겸 동지경연사로 승진되었으며, 이어 이조참판, 호조참판, 사헌부대사헌 등을 역임하였다.
1515년 장경왕후가 인종을 낳다가 죽자, 훈구파 대신들은 중종의 총애를 받는 경빈 박씨를 새 왕비로 추천했다. 조광조가 제안한 구언제도에 의해, 담양부사 박상과 순창군수 김정 등은 단경왕후 신씨의 복귀를 상소했다. 그러나 단경왕후를 복직시키는 것에 대한 반대여론 및 단경왕후 복귀 시 서열문제 발생 등으로 조정에서는 반대가 심했고, 이행은 박상과 김정을 죄를 줄 것을 상주하였다. 한편 홍문관 부제학 김근사는 둘다 옳다고 봤다. 이후 대간은 박상과 김정을 처벌할 것을 상주, 박상은 남평으로 김정은 보은으로 유배됐다. 1515년 9월 김전, 남곤은 박상, 김정의 처벌은 과하다며 용서를 청하였다가 이행의 논박을 받았다.
1513년부터 지중추부사, 의정부우참찬, 이조판서, 형조판서, 예조판서, 공조판서 등을 거쳐 한성부판윤으로 나갔다가 의정부우찬성으로 승진하였다. 이때 그는 조광조(趙光祖), 김정. 김식 등의 신진 사림파의 급진적인 개혁정책에 반대하였다. 남곤 등과 함께 신진 사림의 위훈삭제, 현량과의 설치 등 사림파의 개혁 정치에 반대론을 전개하였다.
1518년 찬집청당상으로 신용개·남곤(南袞) 등과 함께 《속동문선》을 편찬하는데 참여하고, 1519년 판중추부사가 되었다.

### 기묘사화와 암살 위협
1519년 심정(沈貞), 홍경주(洪景舟), 고형산(高荊山) 등과 함께 모의해 기묘사화(己卯士禍)를 일으키는데 협력, 조광조(趙光祖)와 그의 신진 세력들을 숙청시키기도 했다. 남곤, 안당 등이 조광조 일파의 사형에는 반대하고 유배나 감형을 주장한 반면 그는 조광조 일파를 도와주기를 거절하였다. 그 뒤 기묘사화에 참여한 공로로 그는 원종공신이 되었으며, 의정부우의정으로 승진했다가 1520년(중종 15년) 의정부 영의정 겸 세자사가 되었다.
조광조, 김식 등이 사사된 후 김종직 학파에서는 남곤, 김전 등을 배신자로 인식하고 비판, 경멸하게 되었다. 김종직 학파 출신으로 중종 반정에 참여했으며 그와 교류하던 성희안과 유순정 역시 이미 사망하여 그들의 편을 들어주는 인물은 없었다. 기묘사화 당시 조광조 등을 구명하지 않은 일로 비판과 성토의 대상이 되었다.
성균관 학유였던 안처겸(安處謙)과 부수찬이었던 안처근(安處謹) 형제가 후에 훈구파의 영수인 심정, 홍경주 등을 제거할 때 배신자, 변절자로 지목된 남곤, 김전 역시 제거하려 모의하였다. 그러나 안처겸 형제의 남곤, 심정 제거 모의는 송사련(宋祀連)의 밀고로 탄로났다. 신사무옥은 1521년(중종 16년) 송사련으로부터 안처겸 형제의 모의를 접한 남곤 등은 안처겸 등의 역모를 주장하여 안당 등의 일파를 숙청하였다.
조광조를 국문하였으며, 윤원형(尹元衡)은 그의 손녀사위였다. 그의 아들 현감 김안수의 딸이 윤원형과 결혼하였으나 독살당했던 것이다.

### 사후

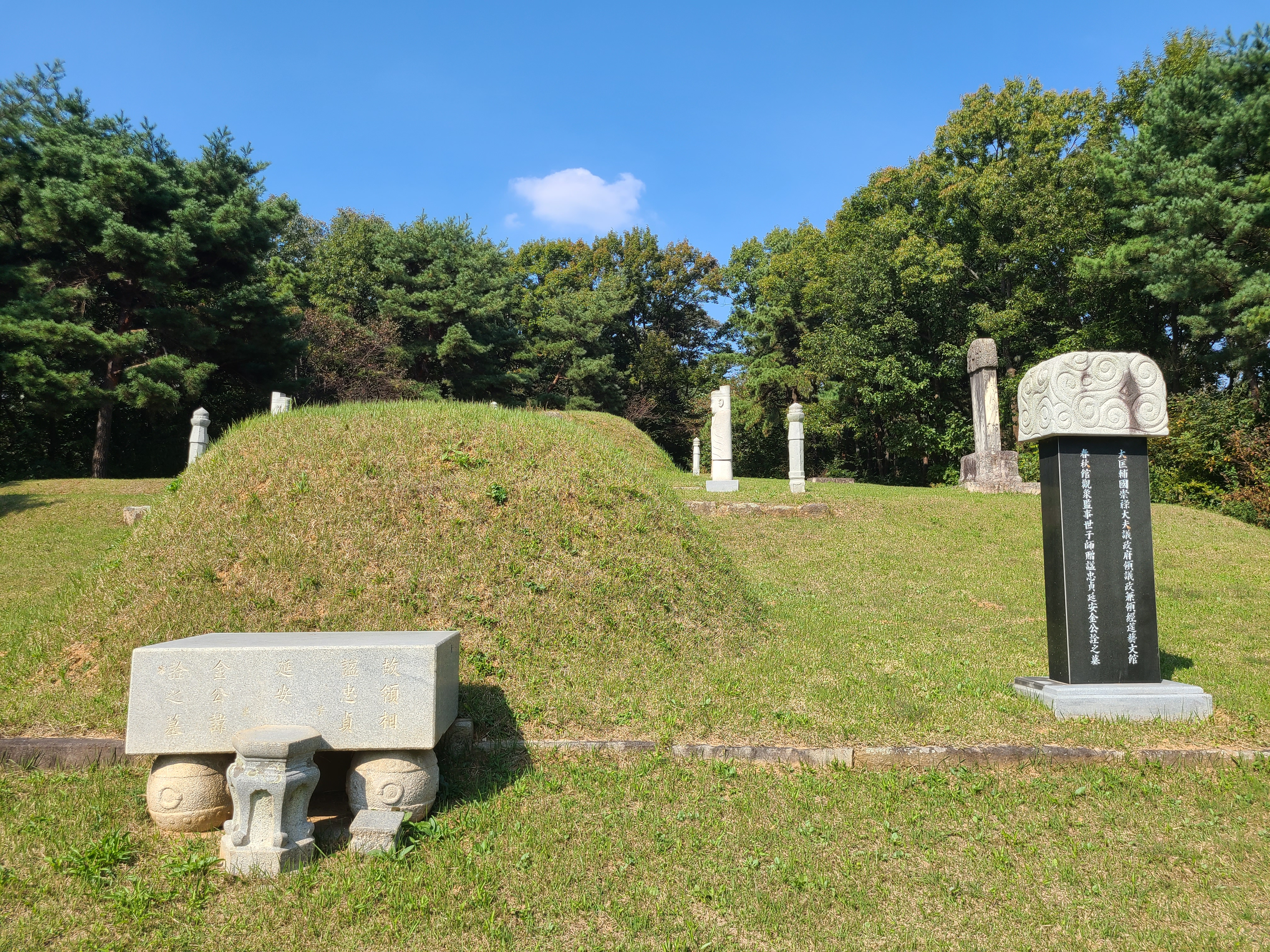
김전 선생 묘

경기도 고양군 원당읍 원흥리(현 고양시 원흥동) 산40-1에 안장되었다. 농협대학 입구 삼거리에서 서삼릉 가는 길로 좌측에 그의 선영과 묘소가 있다.
그의 묘소와 신도비는 1986년 6월 16일 고양시 향토문화재 제12호로 지정되었다.
1611년(광해군 3년) 신도비사 세워졌는데 신흠(申欽)이 글을 짓고, 현손인 김래(金王+來)가 서(書)와 전(篆)을 하여 세웠으며, 비문의 훼손이 심하여 글자 판독이 어렵다. 1901년(광무 4년)에 묘를 새로 조성하였다.

## 저서

### 공저
- 《성종실록》
- 《속동문선》

## 가족 관계
중종 때의 권신 김안로는 그의 형 김흔의 아들이었다. 김안로는 그의 아들 김희가 중종의 딸 효혜공주와 결혼하면서 외척이 되기도 했다. 동시대에 재상을 지낸 김감(金勘)은 그와는 6촌 종형제간이었다.
- 할아버지 : 김해(金侅)
  - 아버지 : 김우신(金友臣, 1424 ~ 1510, 지중추부사, 시호는 호간)
  - 어머니 : 인천 이씨 - 지청풍군사 이계충(李繼忠)의 딸
    - 형님 : 김심(金諶)
    - 형님 : 김흔(金訢)
      - 조카 : 김안로

    - 부인 : 풍천노씨, 판관 노후(盧昫)의 딸
      - 장녀 : 정충려(鄭忠礪)에게 출가

    - 부인 : 진천 송씨 - 감역 송환주(宋環周)의 딸
      - 장남 : 김안도(金安道)
        - 손자 : 김진(金禛)
        - 손자 : 김인(金裀)
        - 손자 : 김오(金祦, 인목왕후의 할아버지, 영창대군의 외증조부)
        - 손녀 : 한숭건(韓崇健)에게 출가

      - 차남 : 김안우(金安遇)
        - 손녀 : 심우명(沈友明)에게 출가
        - 손녀 : 김광국(金光國)에게 출가
        - 손자 : 김희생(金喜生)

      - 삼남 : 김안수 (金安遂)
      - 자부 : 강씨(姜氏, 아들 김안수의 후처)
        - 손녀 : 연안김씨-윤원형의 본처

      - 사남 : 김안달(金安達)
        - 손자 : 김불(金祓)
        - 손녀 : 홍적(洪籍)에게 출가
- 외조부 : 이계충(李繼忠)
  - 장인 : 송환주(宋環周)

## 평가와 비판
청렴하고 사리사욕이 없었으며, 재물에 욕심을 두지 않았다. 개인적으로는 집 한채 소유한 바 없었고, 밖으로는 전답하나 없이 오직 거문고와 술로서 스스로를 즐길 정도로 청렴결백하였고 문장도 잘 하였다.
김종직의 문하생으로 사림파 인사였으나 조광조 일파 숙청에 동의하면서 후대의 사림으로부터 남곤과 함께 변절자, 배신자로 낙인찍혀 비판, 성토의 대상이 되었다. 또한 그의 조카 김안로는 중종의 외척인 권신이라서 이 점 역시 함께 매도당하는 또하나의 원인이 되었다.

## 학맥
학맥상으로는 백이정과 안향에게까지 거슬러 올라가는데, 백이정, 안향→이제현→이색→정몽주→길재→김숙자→김종직→김전으로 이어진다.
백이정, 안향→이제현→이색→정도전

　　　　　　　　　　　　　→이숭인

　　　　　　　　　　　　　→정몽주→권근

　　　　　　　　　　　　　　　　　　→권우→세종대왕

　　　　　　　　　　　　　　　　　　　　　→정인지

　　　　　　　　　　　　　　　　　　→길재→김숙자→김종직→정여창

　　　　　　　　　　　　　　　　　　　　　　　　　　　　　→김굉필→조광조

　　　　　　　　　　　　　　　　　　　　　　　　　　　　　　　　　→김안국

　　　　　　　　　　　　　　　　　　　　　　　　　　　　　　　　　→김정국

　　　　　　　　　　　　　　　　　　　　　　　　　　　　　→주계부정 이심원

　　　　　　　　　　　　　　　　　　　　　　　　　　　　　→손중돈→이언적

　　　　　　　　　　　　　　　　　　　　　　　　　　　　　→김일손

　　　　　　　　　　　　　　　　　　　　　　　　　　　　　→김전

　　　　　　　　　　　　　　　　　　　　　　　　　　　　　→남곤

그는 기묘사화에 동조, 협력하는 입장에 섰었으므로 사림파의 집권 이후 남곤 등과 함께 사림파로 인정받지 못하고 배신과 변절의 상징으로 여겨졌다.

## 같이 보기
| - 무오사화 - 갑자사화 - 중종 반정 - 김종직 - 김굉필 - 김숙자 - 정여창 - 남곤 - 조광조 - 심정 - 김감 - 김안로 - 윤원형 - 윤원로 - 윤지임 - 이심원 - 임사홍 - 송익필 - 송한필 | - 기묘사화 - 신사무옥 - 김정 - 김종직 - 김숙자 - 김식 - 김굉필 - 김일손 - 정여창 - 박원종 - 송석충 - 윤원량 - 이기 - 이수형 - 임희재 - 김근사 - 김안수 - 성희안 - 정여해 | - 사림파 - 경빈 박씨 - 김안로 - 백인걸 - 유관 - 유인숙 - 윤임 - 윤원형 - 윤원로 - 김제남 |